# Шефер, Хансъюрген
Хансъюрген Шефер (нем. Hansjürgen Schaefer; 7 октября 1930, Фрайберг — 1999) — немецкий музыкальный критик.
В 1952—1954 гг. учился в Лейпцигской консерватории, затем изучал музыковедение в Берлине. В 1957—1960 гг. редактор музыкального отдела газеты Berliner Zeitung. В 1960—1973 гг. главный редактор журнала «Музыка и общество» (нем. Musik und Gesellschaft), ежемесячного издания Союза композиторов и музыковедов ГДР, одновременно публиковался как критик в газете Социалистической единой партии Германии Neues Deutschland. В 1973—1991 гг. художественный руководитель восточногерманской звукозаписывающей корпорации VEB Deutsche Schallplatten Berlin. Одновременно продолжал выступать как музыкальный критик — в том числе как рупор официальной государственной политики ГДР в области музыки (в частности, с прославлением Ханса Эйслера как символа социалистической немецкой музыкальной культуры).
Под редакцией Шефера вышло второе, переработанное издание «Международного справочника концертной литературы» Вильгельма Бушкёттера (1996).